# Елбе-Парај
Елбе-Парај (њем. Elbe-Parey) општина је у њемачкој савезној држави Саксонија-Анхалт. Једно је од 8 општинских средишта округа Јериховер Ланд. Према процјени из 2010. у општини је живјело 7.402 становника. Посједује регионалну шифру (AGS) 15086035.

## Географски и демографски подаци
Елбе-Парај се налази у савезној држави Саксонија-Анхалт у округу Јериховер Ланд. Општина се налази на надморској висини од 32 метра. Површина општине износи 108,6 km². У самом мјесту је, према процјени из 2010. године, живјело 7.402 становника. Просјечна густина становништва износи 68 становника/km².